# Albert George Sandeman
Albert George Sandeman (21 octobre 1833 - 6 janvier 1923) est un homme d'affaires anglais et le 100e gouverneur de la Banque d'Angleterre.

## Biographie
Il est l'aîné des neuf enfants de George Glas Sandeman, chef de la société d'importation de vin Sandeman, et de son épouse Elizabeth Forster. Il entre dans l'entreprise familiale à l'âge de 16 ans et à 20 ans est envoyé travailler au bureau de Porto au Portugal .
Il devient par la suite administrateur de la London Dock Company et, en 1866, administrateur de la Banque d'Angleterre. Il est nommé haut shérif de Surrey pour 1872-1873.
À la mort de son père en 1888, il devient président de l'entreprise familiale de Geo. G. Sandeman & Sons Ltd. En 1894, il est nommé sous-gouverneur de la Banque d'Angleterre, devenant gouverneur l'année suivante jusqu'en 1897. Il est également commissaire à l'impôt sur le revenu pour la ville de Londres et président de la Chambre de commerce de Londres (1898). Le mandat de Sandeman en tant que gouverneur a eu lieu pendant les paniques de 1893 et 1896.
Il meurt en 1923 à son domicile, "Greylands", à Bexhill, Sussex. Il épouse Maria Carlota Perpetua de Moraes Sarmento au Portugal en 1895 et a avec elle six enfants, deux fils et quatre filles.